# 巴西直線脂鯉
巴西直線脂鯉，為輻鰭魚綱脂鯉目脂鯉亞目脂鯉科的其中一個種，為熱帶淡水魚，分布於南美洲亞馬遜河流域，體長可達5.1公分，棲息在底中層水域，生活習性不明。

## 扩展阅读
- 維基物種上的相關：巴西直線脂鯉